# Am Belzberg
Das Gebiet Am Belzberg ist ein Naturschutzgebiet in der Gemarkung Büttelborn im Kreis Groß-Gerau in Südhessen. Es wurde mit Verordnung vom 14. Februar 1996 ausgewiesen.

## Lage
Das Naturschutzgebiet liegt nordöstlich des Büttelborner Ortsteils Klein-Gerau. Die Fläche des Schutzgebietes beträgt 5,33 Hektar.

## Schutzzweck
Mit der Unterschutzstellung soll "ein im Naturraum Untermainebene gelegenes strukturreiches Sekundärbiotop mit wertvollen Pflanzenarten, insbesondere Sandrasen- und Zwergbinsen-Gesellschaften, sowie bemerkenswerten Tiergruppen, vor allem Vögel und Insekten" erhalten und vor Beeinträchtigungen geschützt werden. "Schutz- und Pflegeziel ist die Weiterentwicklung durch Offenhaltung von Sandflächen und Sicherstellung einer extensiven Grünlandnutzung."

## Fauna und Flora
Das Naturschutzgebiet weist überwiegend dichten Bewuchs auf und ist deshalb nicht zugänglich. Innerhalb des Gebiets liegt ein kleiner Teich.